# Sminthopsis aitkeni
Sminthopsis aitkeni — вид родини сумчастих хижаків, який мешкає на острові Кенгуру, Південна Австралія. Діапазон проживання за висотою: від рівня моря до 270 м над рівнем моря. Мешкає в районах, які отримують від 480 до 800 мм опадів за рік. Живе у низинних рідколіссях, відкритих низьких малі-скребах (чагарникові, головним чином евкаліптові, зарослі жорстколистої дерев'янистої рослинності напівпосушливих районів південної Австралії). Раціон складається переважно з павуків, мурашок, жуків, скорпіонів, багатоніжок, а іноді й коників. Вага: 20-25 гр.

## Етимологія
Вид названий на честь Пітера Ф. Айткена (англ. Peter F. Aitken), експерта з австралійських ссавців, який був старшим куратором ссавців в Музеї Південної Австралії з 1972 по 1986 рік. Він був плідним видавцем наукових робіт у період з 1960 по 1980 роки, переважно про сумчастих. Є медаль Пітера Ф. Айткена, яку присуджують щорічно з 1989 року за «Внесок у збереження австралійських ссавців».

## Загрози та охорона
Пожежі є найбільшими потенційними загрозами, що стоїть перед видом і одна велика пожежа може усунути весь вид. На чисельність може впливати ввезення котів, хоча цей вплив не відомий. На східному краї острова Кенгуру, земля, яка придатна для проживання цього виду, була деградована пасовищами, бур'янами, а також інші процесами, пов'язаними з фрагментацією, такими, як розчищення земель для сільського господарства. Весь відомий ареал виду потрапляє в Національний парк Фліндерс Чейз.